# Paradisier bleu
Paradisaea rudolphi
Genre
Espèce
Répartition géographique
Statut de conservation UICN

 VU C2a(i) : Vulnérable
Statut CITES
Le Paradisier bleu (Paradisornis rudolphi) est une espèce de passereaux appartenant à la famille des Paradisaeidae.
Le nom de l'espèce commémore le prince Rodolphe d'Autriche (1858-1889).

## Distribution
.

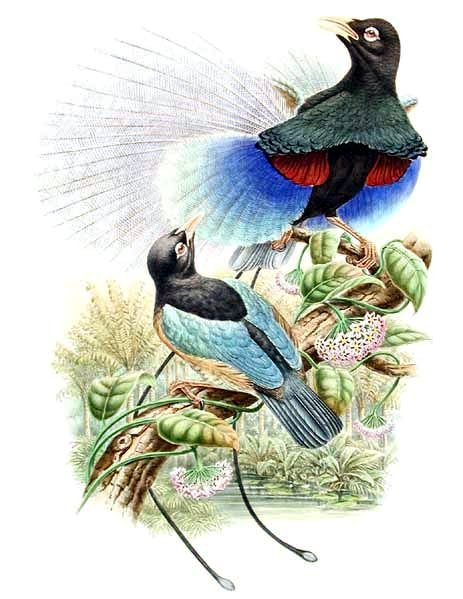
Paradisier bleu par Richard Bowdler Sharpe

- est et sud-est de la Papouasie-Nouvelle-Guinée.

## Sous-espèces
D'après la classification de référence (version 5.2, 2015) du Congrès ornithologique international, cette espèce est constituée des deux sous-espèces suivantes :
- P. r. rudolphi (Finsch & Meyer, 1885): aire de Wau, monts Herzog et Owen Stanley.
- P. r. margaritae Mayr & Gilliard, 1951 : aires de Tari, Enga, Kubor, Whagi, Bismarck, monts Hagen, Giluwe et Karimui.

## Dénomination, historique
Finsch & Meyer, 1885, avait nommé littéralement cette espèce Paradisornis Rudolphi en hommage au Prince héritier Rodolphe d’Autriche, ornithologue éclairé. Cette espèce a été découverte en 1884 dans les monts Owen Stanley dans l’est de la Nouvelle-Guinée par l’intrépide chercheur d’or et collectionneur d’animaux, l’allemand Carl Hunstein. Le cupide Hunstein exploita sa découverte en la « vendant » au naturaliste autrichien Otto Finsch en décembre 1884.

## Habitat
Le paradisier bleu s’est implanté dans les forêts de basses montagnes, les lisières de forêts et les formations secondaires denses des jardins en friche, entre 1 100 et 2 000 m mais surtout entre 1 400 et 1 800 m. Les mâles adultes privilégient le centre de la zone altitudinale tandis que les jeunes mâles occupent les étages supérieurs ou inférieurs (Frith & Frith 2009).

## Alimentation
Elle consiste essentiellement en fruits, surtout en figues (Ficus) avec des drupes et des baies et un complément de petits animaux, surtout des arthropodes et peut-être aussi des lézards (Frith & Frith 2009). Beehler (1983) a comptabilisé 23 spécimens se nourrissant sur Homalanthus novoguineensis (fruits à capsule), 13 sur Ficus sp. (figues), 10 sur Schefflera sp. (baies), 3 sur Cissus hypoglauca, 3 sur Gastonia spectabilis, 1 sur Pandanus conoideus (baies) puis 3 sur Chisocheton weinlandii  et 1 sur une plante de la famille des Zingibéracées.
Ottaviani (2012) a montré, photos à l’appui, que l’espèce consomme également des baies de Pipturus argenteus, urticacée ; d’une araliacée de type Arthrophyllum macranthum et d’un palmier introduit d’Australie, Archontophoenix cunninghamia, arécacée.

## Parade nuptiale

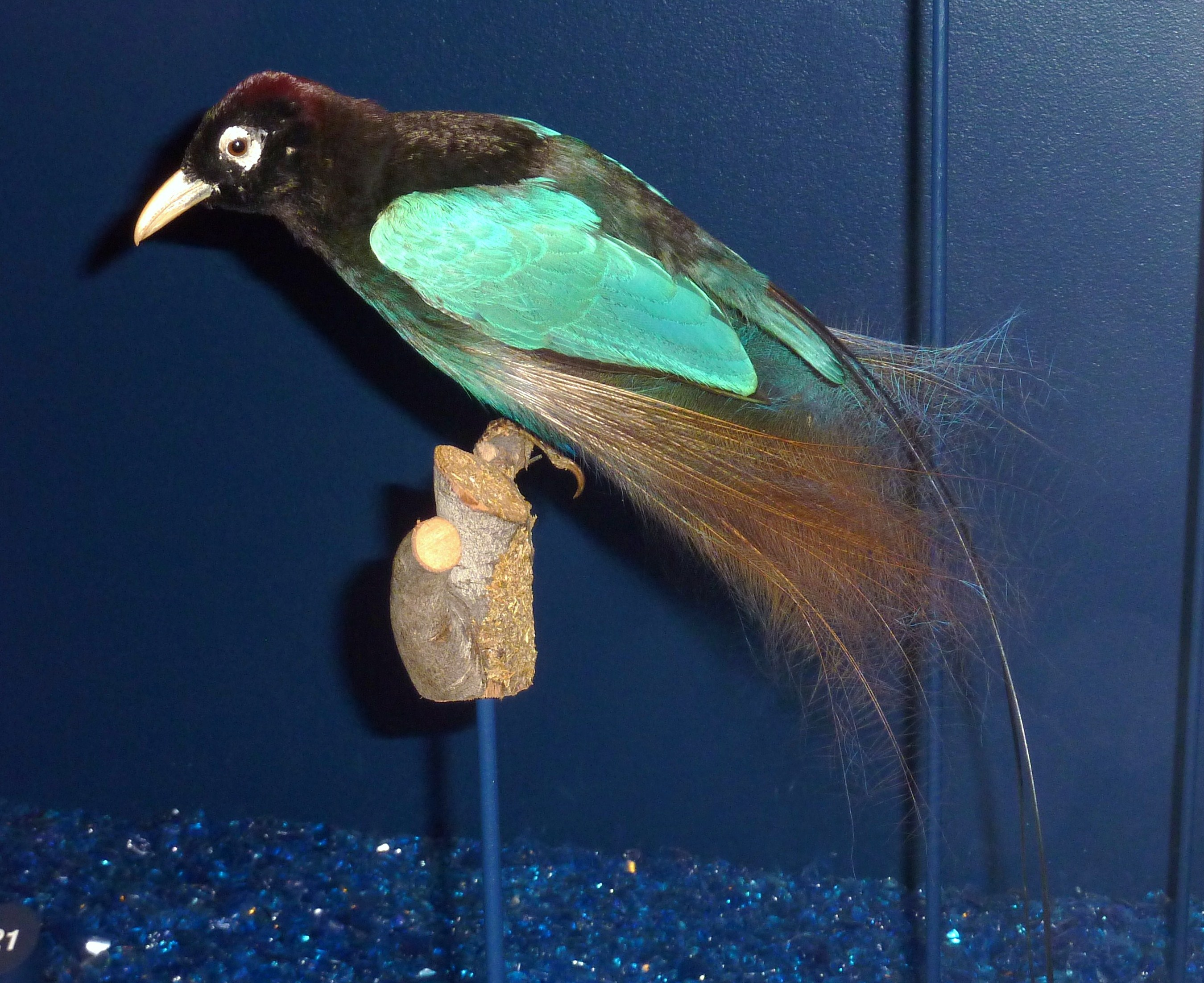
Spécimen naturalisé au muséum d'histoire naturelle de Genève.

La parade nuptiale ne présente pas de système de lek, le mâle paradant de façon solitaire. Le mâle, perché de façon classique, se penche pour se positionner la tête en bas en étalant les plumes des flancs mais en gardant les ailes fermées. Puis il secoue la tête, lance des appels et agite son plumage pendant que les rectrices centrales retombent de chaque côté. La tache abdominale noire s’élargit et devient ovale à mesure qu’il agite son corps en rythme. Ses yeux sont alors fermés ce qui met davantage en valeur leurs traits blancs. Si la femelle reste perchée au-dessus de lui, il oriente son corps vers elle pour exhiber les ornements de son plumage, balançant parfois ses rectrices filiformes de droite à gauche. Puis il se relève et reprend une position normale à côté d’elle. Elle se détourne alors de lui en baissant la tête et sollicite l’accouplement en hochant plusieurs fois la queue avant l’accouplement (Frith & Frith 2009).
Ottaviani (2012) a observé la parade nuptiale tout récemment, en décembre 2011, dans la vallée de Tari dans le sud des Hauts-Plateaux. Le mâle arpente sa branche de parade en lançant des cris han de type corneille, mêlés à d’autres sons à sonorité mécanique. Puis il se renverse en arrière pour se retrouver suspendu la tête en bas et étale son tablier bleu et cuivre aux reflets chatoyants. Il ressemble alors à un papillon bleu géant dont la tache ovale noire surmontée d’un trait rouge rappelle un ocelle. Puis il se met à se balancer légèrement et à se trémousser, ce qui produit un effet de vagues bleues et violettes miroitant au rythme de ses vocalises. La tache centrale noire se contracte en rythme et peut gonfler de façon remarquable. Ses rectrices filiformes se balancent également au rythme de son corps tel un métronome. Les cris vont crescendo pour atteindre l’amplitude incroyable d’un torrent de sons grinçants et saccadés rappelant un peu les stridulations d’une cigale. Pour produire ces crissements, il secoue la tête en rythme. Ce spectacle attire une femelle qui s’approche et l’observe avec curiosité.

## Nidification
Selon Frith & Frith (2009), il consiste en une coupe lâche et profonde de tiges vertes d’orchidées, de lambeaux de feuilles de pandanus (Pandanus), de fibres de palmiers et d’aiguilles de casuarinas (Casuarina) avec un revêtement intérieur de radicelles et peut-être aussi de sarments de vignes. Il est construit entre 4 et 19 m de hauteur allant des buissons à la canopée. La ponte est d’un seul œuf, plus rarement deux.

## Statut, conservation
L’espèce est classée comme « vulnérable » en raison des deux menaces principales : la dégradation de son habitat et la chasse pour ses plumes ornementales. Les forêts encore intactes font maintenant l’objet de coupes sévères pour la mise en culture des terres du fait de l’augmentation de la population humaine. BirdLife préconise des études de terrain sur l’importance et la densité des populations ainsi que sur la tolérance de l’espèce aux dégradations de son habitat. Elle réclame aussi une plus grande surveillance des chasseurs et de leurs comportements ainsi qu’une campagne de sensibilisation sur les dangers de ces pratiques. Enfin, elle cherche à promouvoir un certain écotourisme sur le site d’Ambua Lodge en impliquant la population locale (BirdLife International 2011).